# 日中歴史共同研究
日中歴史共同研究（にっちゅうれきしきょうどうけんきゅう）とは、2006年から2009年にかけて、日本と中華人民共和国が共同で行った歴史研究のことである。ただし、研究結果である論文は、日中双方の執筆者の個人の認識に基づき執筆され、それぞれの執筆者の個人の意見として発表されており、政府見解ではない。

## 概要
2005年の日中外相会談に際し、小泉政権の町村信孝外務大臣が日中歴史共同研究を提案し、2006年の日中首脳会談で歴史共同研究を行うことが決まった。2006年12月に北京で第1回全体会合、2007年3月に東京で第2回全体会合、2008年1月に北京で第3回全体会合、2009年12月に東京で第4回会合が開かれ、共同研究が終了した。2010年1月に報告書が発表された。
2004年から2006年にかけて、日本の国会において中国の教科書や抗日戦争記念館の展示内容について、過度な愛国主義的教育の弊害を指摘するようになり、日本政府も中国の教科書の調査の必要性を認めるようになった。そうした中で2006年に日中歴史共同研究がスタートし、中国の教科書や抗日戦争記念館の展示物などの愛国主義的教育に関する議論は、日中歴史共同研究にゆだねられた。2010年に報告書が発表されたが、戦後部分は中国側の要請で非公開となり、中国側は愛国主義教育には反日の意図はないとするが、結果として反日の効果を持つという日本側の意見は公開されず、日中歴史共同研究に外部執筆委員として参加した川島真は、日中の歴史認識は「戦後部分にもより根源的な問題が残されている」との感想を述べている。
日中歴史共同研究の日本側座長を務めた北岡伸一は、「『日中歴史共同研究』の成果と今後の課題」として、「総じていえば、歴史認識に関する日中の問題は中国側が被害について誇張しているという点にある。（中略）反日感情を助長する愛国主義的教育は若者に多大な影響を与えている。日本は、『たしかに侵略も虐殺もあった』という常識的立場に立つことによって、中国側の誇張した非科学的な主張をあぶりだし、議論において優位に立てるのである」と述べている。

## 報告書
- 古代・中近世史
  - 山内昌之・鶴間和幸「古代中近世東アジア世界における日中関係史」
  - 蔣立峰・厳紹璗・張雅軍・丁莉「古代中近世東アジア世界における日中関係史」
  - 川本芳昭「7世紀の東アジア国際秩序の創成」
  - 王小甫「7世紀の東アジア国際秩序の創成」
  - 村井章介「15 世紀から16 世紀の東アジア国際秩序と日中関係」
  - 王新生「15 世紀から16 世紀の東アジア国際秩序と日中関係」
  - 小島毅「思想、宗教の伝播と変容」
  - 宋成有「古代中国文化の日本における伝播と変容」
  - 桜井英治「ヒトとモノの移動 経済史」
  - 井手誠之輔「美術史から見たヒトとモノの移動」
  - 王勇「「ヒト」と「モノ」の流動——隋唐時期を中心に」
  - 古瀬奈津子「日本人と中国人の相互認識」
  - 小島康敬「江戸期日本の中国認識」
  - 王暁秋「19 世紀中葉以前における中国人の日本観」
  - 菊池秀明「日中の政治・社会構造の比較」
  - 蔣立峰・王勇・黄正建・呉宗国・李卓・宋家鈺・張帆「日中古代政治社会構造の比較研究」

- 近現代史
  - 北岡伸一「近代日中関係の発端」
  - 徐勇・周頌倫・米慶余「近代日中関係の発端」
  - 川島真「対立と協調：異なる道を行く日中両国」
  - 徐勇・周頌倫・戴東陽・賀新城「対立と協力：異なる道を行く日中両国」
  - 服部龍二「日本の大陸拡張政策と中国国民革命運動」
  - 王建朗「日本の大陸拡張政策と中国国民革命運動」
  - 戸部良一「満洲事変から日中戦争まで」
  - 臧運祜「満洲事変から日中戦争まで」
  - 波多野澄雄・庄司潤一郎「日中戦争―日本軍の侵略と中国の抗戦」
  - 栄維木「日本の中国に対する全面的侵略戦争と中国の全面的抗日戦争」
  - 波多野澄雄「日中戦争と太平洋戦争」
  - 陶文釗「日中戦争と太平洋戦争」